# فيرونيكا لورين
فيرونيكا لورين (بالإنجليزية: Veronica Lauren)‏ هي ممثلة أمريكية، ولدت في 17 ديسمبر 1980 بسانتا مونيكا في الولايات المتحدة. بدأت مشوارها المهني سنة 1989.

## وصلات خارجية
- فيرونيكا لورين على موقع IMDb (الإنجليزية)
- فيرونيكا لورين على موقع ألو سيني (الفرنسية)
- فيرونيكا لورين على موقع أول موفي (الإنجليزية)
- فيرونيكا لورين على موقع قاعدة بيانات الأفلام السويدية (السويدية)
- فيرونيكا لورين على موقع قاعدة بيانات الفيلم (الإنجليزية)
- فيرونيكا لورين على موقع كينوبويسك (الروسية)